# Botopass
Botopass (coreano: 보토 패스; Born to be Passion ) é um girl group sul-coreano formado por WKS ENE e JMG em 2020. O grupo estreou em 26 de agosto de 2020, com Flamingo. 

## História

### 2020: Controvérsia de bullying e debut
Antes de estrear no Botopass, Cui Xiang, Seoyoon e Jiwon eram membros do grupo feminino anterior, ILUV.  O grupo estava originalmente programado para estrear no início de agosto, no entanto, foi adiado devido a um ex-ídolo do ILuv e do K-pop Minah, acusando outros membros do ILuv de "intimidá-la".  Como resultado disso, as pessoas começaram a exigir que os três membros do ILuv fossem removidos da escalação.  Mais tarde a empresa comunicou que as acusações eram falsas e declarou que vai processar Minah por difamação. 
O grupo estreou em 26 de agosto, com o single Flamingo, e toda a formação original. 

## Membros
- Mihee (미희)
- Jiwon (지원)
- Cui Xiang (최상)
- Seoyoon (서윤)
- Ria (리아)
- Harin (하린)
- Shiho (시호)
- Ahyoon (아윤)

## Discografia

### Álbuns individuais
| Título   | Detalhes do álbum                                                                          | Melhores posições nas paradas | Vendas     |
| Título   | Detalhes do álbum                                                                          | KOR                           | Vendas     |
| -------- | ------------------------------------------------------------------------------------------ | ----------------------------- | ---------- |
| Flamingo | - Lançado: 26 de agosto de 2020 - Gravadora: WKS ENE, JMG - Formatos: CD, download digital | 71                            | - KOR: 620 |